# Auges
En la mitología griega Auges era uno de los helíadas, los hijos que había tenido el dios del Sol, Helios, con la ninfa Rodo.
Auges, junto con sus hermanos Trínax y Macareo, había logrado expulsar a los malvados telquines de la isla de Rodas, a pesar de que estos se vengaran arrojando agua del Estigia que envenenó las tierras de cultivo de la isla.